# Meusnes
Meusnes é uma comuna francesa na região administrativa do Centro, no departamento Loir-et-Cher. Estende-se por uma área de 13,28 km². Em 2010 a comuna tinha 1 105 habitantes (densidade: 83,2 hab./km²).